# Ikechi Anya
Ikechi Anya (* 3. Januar 1988 in Glasgow) ist ein ehemaliger schottischer Fußballspieler.

## Karriere

### Jugend
Ikeci Anya wurde als Sohn eines nigerianischen Wissenschaftlers und einer rumänischen Ökonomin geboren. Das Paar lernte sich in Bukarest kennen und zog nach Glasgow, Schottland, wo Anya am 3. Januar 1988 zur Welt kam. Ursprünglich war ihm, wie seinem Bruder, eine akademische Karriere zugedacht, doch Anya interessierte sich mehr für Fußball. Mitte der 1990er Jahre zog die Familie ins englische Oxford, sein Vater hatte an der University of Oxford eine Stelle angetreten.

### Verein
Seine Fußballkarriere startete er als Jugendspieler beim englischen Fußballverein Oxford United, von wo er zu den Wycombe Wanderers wechselte. Dort wurde er unter Trainer Tony Adams mit seinem Einsatz am 11. September 2004 gegen Southend United mit 16 Jahren der jüngste Spieler der Vereinsgeschichte. Paul Lambert entließ ihn 2007 aus dem Team. Nach einigen erfolglosen Jahren bei Oxford City und Halesowen Town spielte er von 2009 für Northampton Town in der Football League One. Von dort wechselte er zum spanischen Club Sevilla Atlético. Nach zwei Jahren wechselte er zunächst zur Reserve- dann zur A-Mannschaft des Celta Vigo. 2011 wechselte er zum FC Granada, wurde jedoch per Leihe an die beiden Clubs FC Cádiz und FC Watford weitergegeben. Seit  Juli 2013 steht Anya fest für den FC Watford unter Vertrag. In der Saison 2014/2015 konnte er maßgeblich zum Aufstieg nach acht Jahren in die Premier League beitragen. In seiner gesamten Spielzeit konnte er für Watford 32 Torbeteiligungen in 138 wettbewerbsübergreifenden Spieleinsätzen verbuchen. Im Anschluss wechselte er im August 2016 zurück in die zweite englische Liga zu Derby County und beendete im Juli 2020 seine Karriere.

### Nationalmannschaft
Durch seinen familiären Hintergrund hätte Anya auch ein Anrecht in der nigerianischen Fußballnationalmannschaft spielen zu dürfen. Ein diesbezügliches Angebot lehnte er jedoch ab. Möglich wäre auch ein Einsatz in der englischen oder der rumänischen Nationalmannschaft gewesen. Stattdessen entschied er sich jedoch für die schottische Nationalmannschaft. Diese berief ihn am 23. August 2013 für die WM-Qualifikationsspiele gegen Mazedonien und Belgien. Sein erstes Tor schoss er am 10. September 2013 gegen Mazedonien. Schottland verfehlte jedoch die Qualifikation für die WM 2014.
Anya erzielte am 7. September 2014 im Qualifikationsspiel zur EM 2016 den 1:1-Ausgleichstreffer bei der 1:2-Niederlage gegen Deutschland.
Er war bis zum 8. Oktober 2017 aktiv in der schottischen Fußballnationalmannschaft und bestritt sein letztes Spiel gegen Slowenien. Insgesamt kam er in seiner Laufbahn auf 29 Einsätze.